# Église Saint-Georges de Vesoul
Pour les articles homonymes, voir Église Saint-Georges.
L'église Saint-Georges de Vesoul est la principale église de Vesoul, située dans le département de la Haute-Saône (est de la France).
Construite de 1735 à 1745 en tant que collégiale elle remplace une ancienne église érigée au cours du Moyen-Age, déjà dédiée à saint Georges. Sous la Révolution, elle est brièvement élevée au titre de cathédrale du diocèse de Vesoul, sous l'Église constitutionnelle (1791-1801).
Située au coeur du centre historique de Vesoul, l'église est classée monument historique depuis 1993. L'église abrite par ailleurs une quarantaine d'oeuvres d'art dont des groupes sculptés, un orgue ainsi que plusieurs tableaux.

## Histoire

### L'ancienne église Saint-Georges
Au début du XVIIIe siècle, l'église paroissiale est jugée fort vétuste et trop exiguë pour la population de paroissiens. Le 22 mai 1727, les magistrats de la ville demande l'interdiction du culte dans l'ancienne église Saint-Georges et le transports des offices ans la chapelle du couvent des Annonciades. Un premier plan est demandé a l'architecte bisontin Galerot. Plus tard, l'intendant de Franche-Comté M. De la Neuville demanda aux architectes Mathieu Duchesne et du P. Archange de réaliser un nouveau plan.
Rapidement, il est alors question de reconstruire une nouvelle église plus spacieuse. Un don de 16000 livres du sieur Aymonnet viendra soutenir le projet de reconstruction. L'ancienne église est alors démolit en 1728. L'adjudication a lieu le 11 juin 1731 à un niveau de 80 000 livres, soit plus du double de la somme initialement prévue. Plusieurs différends viendront retarder la reconstruction de la nouvelle église (abandon d'un premier projet, procès envers le chapitre etc), qui débutera finalement en 1736.

### L'église actuelle

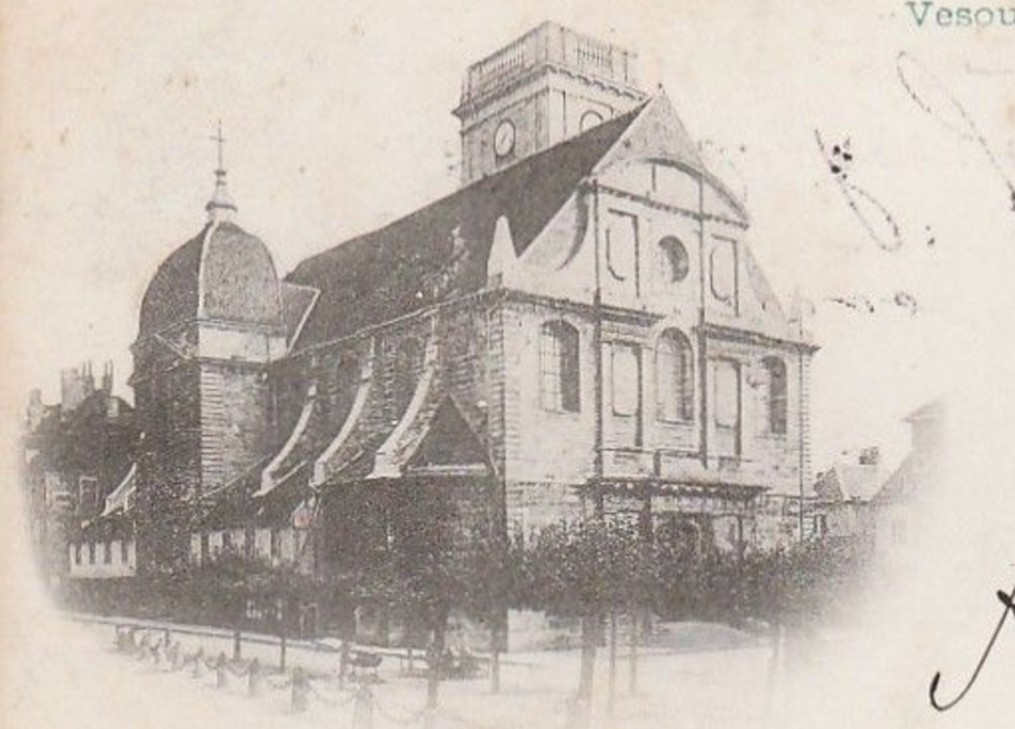
Église Saint-Georges de Vesoul - Carte postale datée de 1900

L'église est donc reconstruite de 1736 à 1745 sur les plans de Mathieu Duchesne et du P. Archange par l'architecte bisontin Jean-Pierre Galezot et l'ingénieur en chef de la province de Franche-Comté Jean Querret. Comme siège du chapitre de Calmoutier depuis 1649, elle porte pendant tout l'Ancien Régime le titre de collégiale et possède un chapitre de neuf chanoines dont le pouvoir contrebalance celui du curé. L'église est consacrée le 17 octobre 1756 par le cardinal Choiseul.
Pendant la Révolution, le 12 juillet 1790, l'Assemblée Nationale vote la constitution civile du clergé. Vesoul devient  siège du diocèse de Vesoul et donc ville épiscopale. La collégiale Saint-Georges est alors élevée au titre de cathédrale et Jean-Baptiste Flavigny devient évêque constitutionnel. Le concordat de 1801 lui fait perdre ce titre et la paroisse dépend de nouveau du diocèse de Besançon. La cathédrale devient donc une simple église paroissiale.
En 1993, l'édifice est classé au titre des monuments historiques.
En 2007-2008, l'intérieur de l'église connait une importante rénovation. Les travaux de restauration sont entrepris par l'architecte Richard Duplat, pour un montant total de 1 500 000 d'euros. Plusieurs éléments d'architecture sont restaurés : chœur et transepts, nef, chapelles et tribunes des deux bras du transept et restauration du mobilier liturgique.

## Architecture

### Architecture extérieure

#### Aspect général
Le style de l'église est dit « classique », voire même parfois qualifié de jésuite ou de Louis XV.

À propos de l'église, l'architecte vésulien Charles Dodelier déclare :

« L'église de Vesoul reproduit les formes traditionnelles que la maîtrise de Besançon imprimait aux édifices dont elle dirigeait la construction dans la première moitié du XVIIIe siècle et dont il reste de nombreux spécimens en Haute-Saône. »

La porte centrale est accostée de deux colonnes doriques. Deux fenêtres fermées par des couvertes en arc de cercle sont percées sous la corniche à la hauteur des voussures des nefs latérales.
La longueur totale de l'édifice est de 43,25 mètres pour une largeur de 29,60 mètres. La hauteur totale des pilastres est de 9,50 mètres.

#### Le clocher
Le clocher principal est une tour carrée couronnée par un attique à balustres. Le clocher  est situé sur le flanc méridional.

### Architecture intérieure

#### Les chapelles

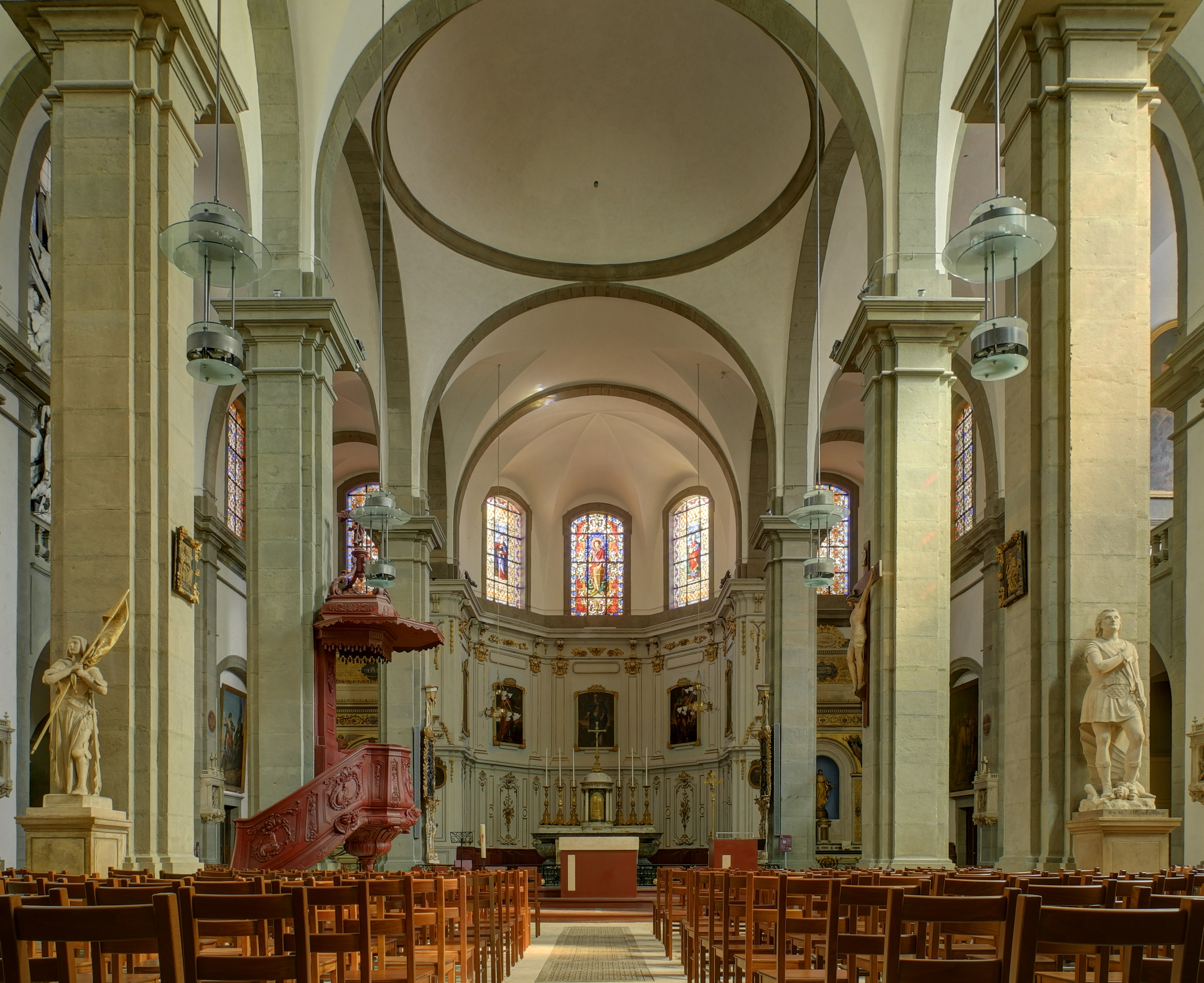
Intérieur de l'église.

L'église dispose de deux bas-côtés (de même hauteur que la nef), entourée de six chapelles latérales et deux chapelles entourant le chœur. Les huit chapelles de l'église sont ainsi nommées :
Chapelles latérales côté Nord
- Chapelle Saint-Éloi-et-Saint-Vincent : chapelle concédée en 1746 aux deux confréries de serruriers (patron : Saint-Éloi) et des vignerons (patron : Saint-Vincent)[9].
- Chapelle Saint-Anne : chapelle concédée en 1746 à la confrérie des cordonniers qui en assura l'ameublement et la décoration[10].
- Chapelle des fonts baptismaux : chapelle connue pour avoir abrité de 1819 à 2008 des reliques de Saint-Pierre de Tarentaise dans une châsse en bois doré[11].

Chapelles latérales côté Sud
- Chapelle du Saint-Sépulcre : chapelle, avec son décor du XVIIIe siècle, abrite une Mise au Tombeau[12].
- Chapelle Notre-Dame-de-Lourdes : cette chapelle était autrefois appelée chapelle Notre-Dame-Auxiliatrice[13].
- Chapelle Saint-Joseph : consacrée à l'origine à Sainte-Barbe, elle fut au consacrée au cours du XIXe siècle à Saint-Joseph[14].

Chapelles entourant le chœur
- Chapelle de la Vierge :chapelle établie en l'honneur de la Vierge, aménagée en 1841 sur les plans de l'architecte Théodore Le Beuffe en réutilisant un autel préexistant du XVIIIe siècle[15].
- Chapelle du Sacré-Cœur : aménagée en 1841 par Théodore Le Beuffe[16].

#### La nef
L'église est de style « église-halle », c'est a dire que la nef et les collatéraux sont de même hauteur.

### Vitraux
L'église totalise une vingtaine de vitraux, tous d'époque récente (aux alentours de 1900). L'abside expose trois vitraux, fabriqués dans l'atelier Laurent-Louis Maréchal : Saint-Paul (à gauche), Saint-Georges (au centre) et Saint-Pierre (à droite).
Au rez-de-chaussée, les deux premières verrières latérales des chapelles Nord et Sud exposent des scènes de la vie de Jésus. Les deux verrières suivantes représentent des scènes de la vie de Marie. Enfin, les verrières des deux dernières chapelles représentent des scènes de la vie de Saint-Jean et de Joseph. Les vitraux du premier niveau ont été réalisés par des maitres-verriers de divers endroits (atelier Champigneulles de Paris, Félix Gaudin de Paris, maison Joseph Better de Besançon).

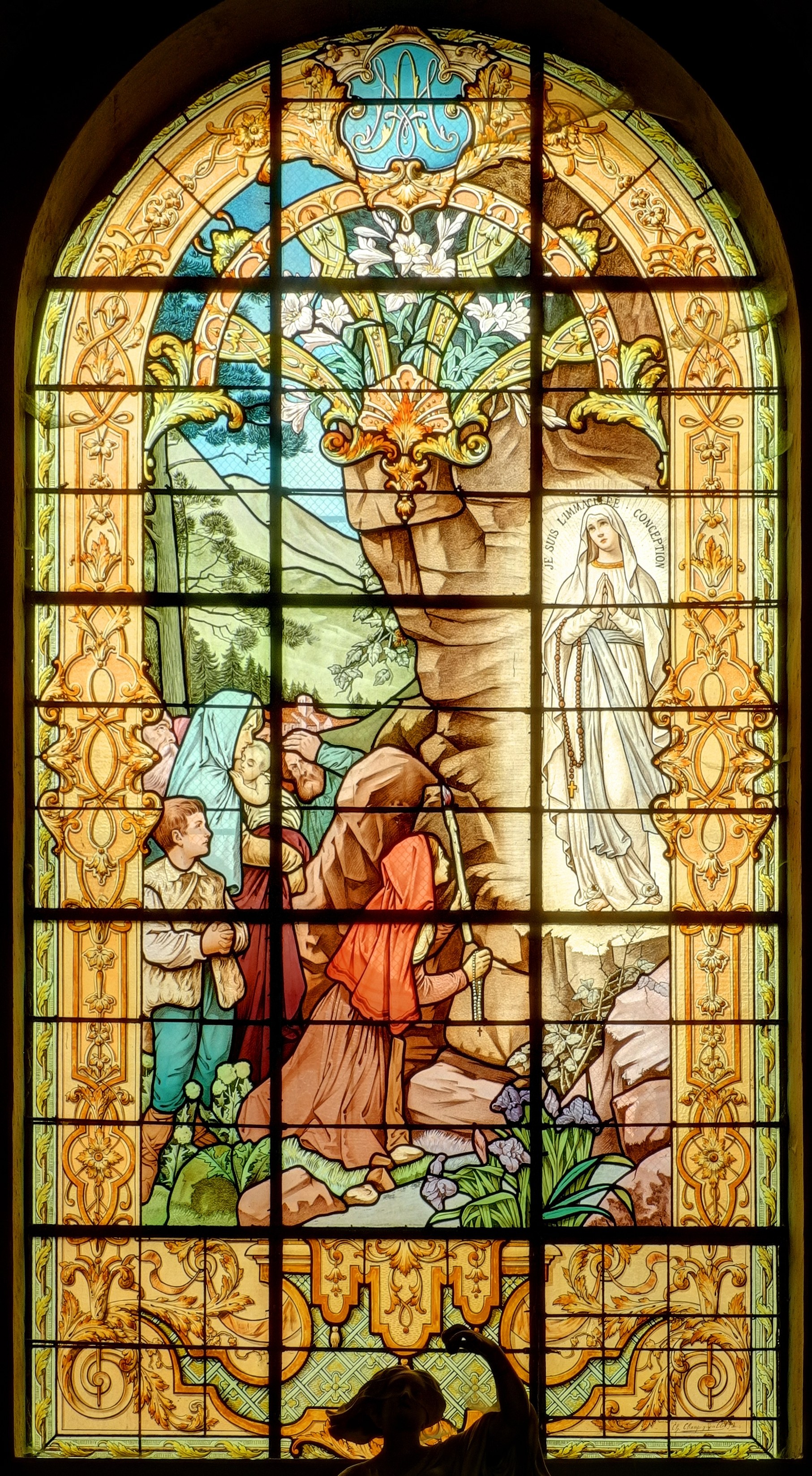
Vitrail de la chapelle Notre-Dame-de-Lourdes
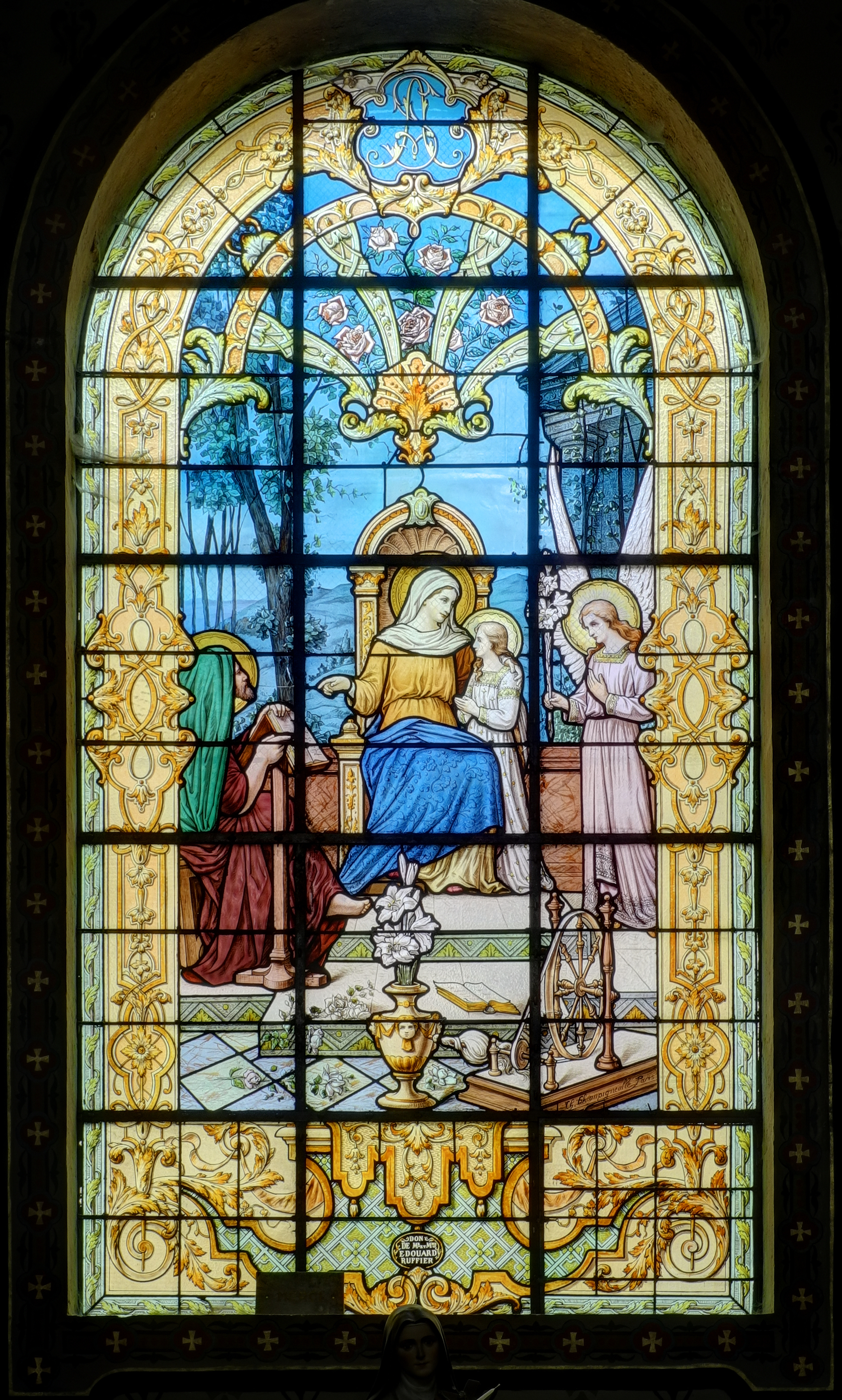
Vitrail de la chapelle Saint-Anne
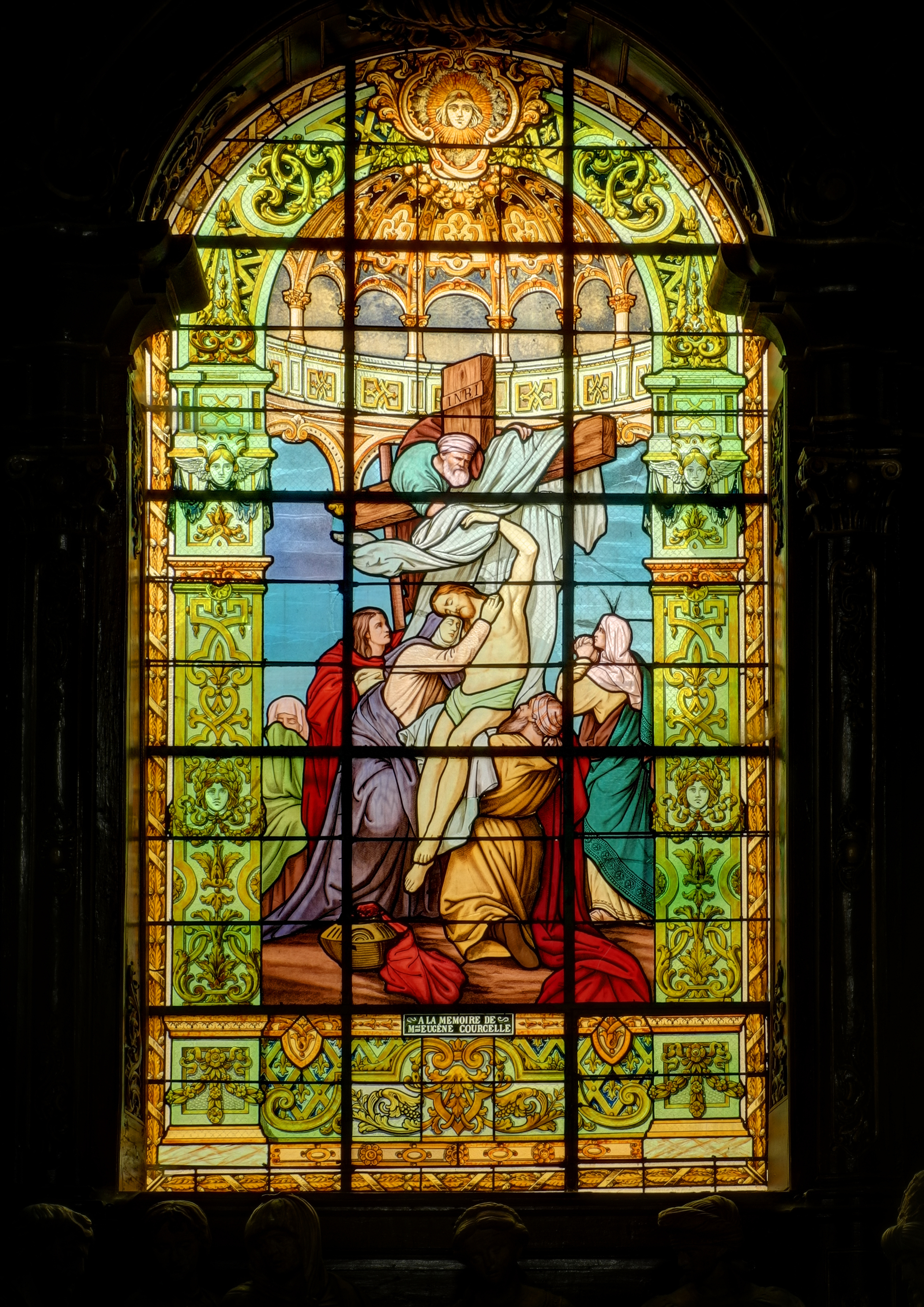
Vitrail de la chapelle du Saint-Sépulcre

## Mobilier et décor
L'église abrite une quarantaine d'œuvres et objets recensés dans la base Palissy. On compte notamment des peintures et sculptures, un orgue de tribune et des statuettes.

### Les tableaux

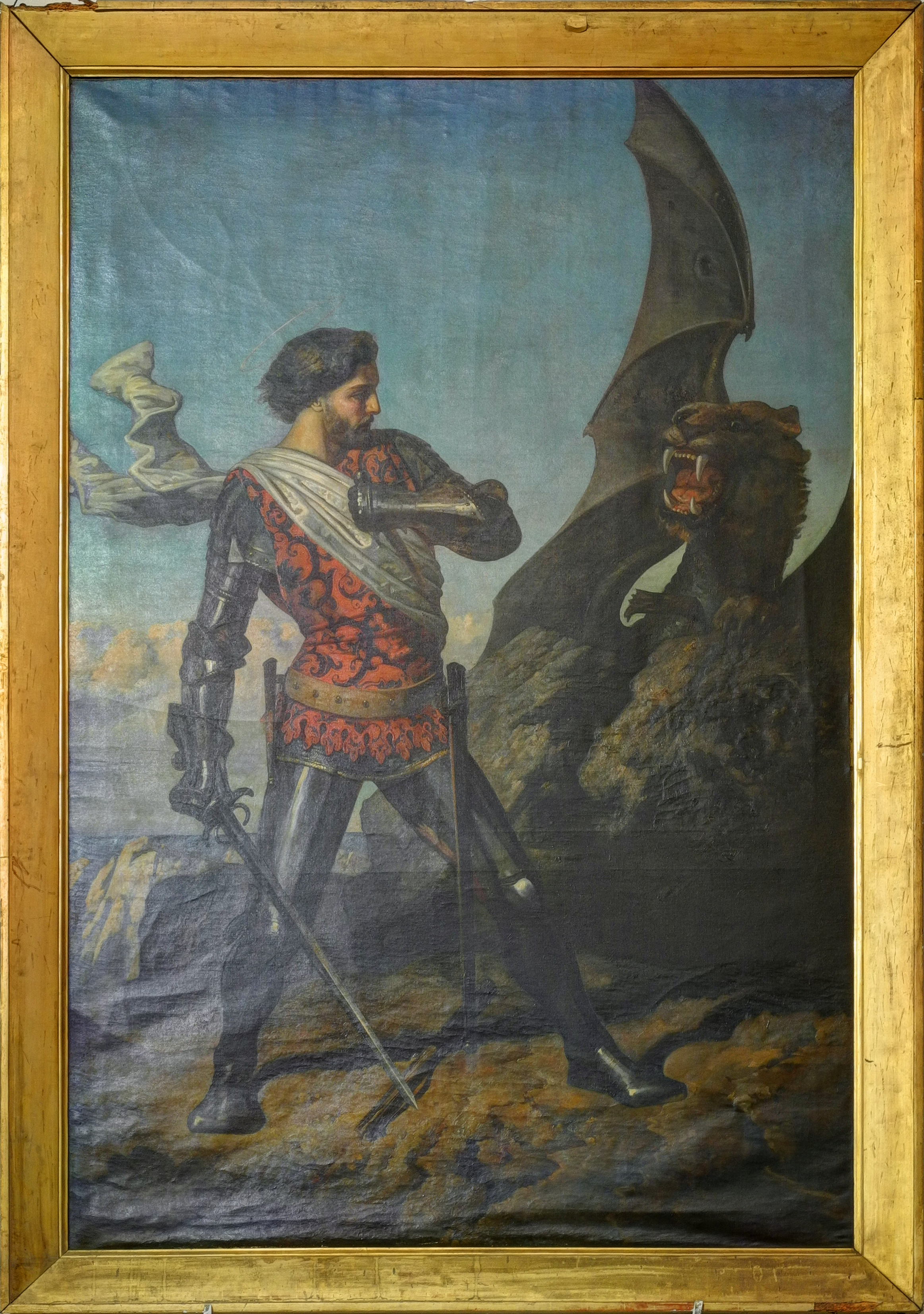
Saint Georges terrassant le dragon.

L'édifice abrite de nombreux tableaux dont neuf font l'objet d'inscription ou de classement à l'inventaire des Monuments Historiques de la base Palissy.
Parmi les tableaux les plus historiques, il y a l’œuvre nommée Ecce homo, dont l'auteur est inconnu, réalisée à la limite du XVIe et du XVIIIe siècle. Notre-Dame libératrice de Salins, peint en 1639, est également l'un des tableaux les plus anciens de l'église.
L'église concentre également un certain nombre de tableaux du XVIIIe siècle, période de construction de l'église, parmi lesquels : La Vierge du Rosaire (1700), Sainte Madeleine pénitente (1er quart du XVIIIe siècle), Saint Barthélémy, Saint André, Saint Jacques, Saint Simon, Saint Philippe (1750), L'Annonciation (4e quart du XVIIIe siècle) et Christ (courant XVIIIe siècle).
Quelques peintures du XIXe siècle ornent l'intérieur de l’édifice dont Baiser de saint Jacques, avec son cadre de bois doré (1843) du peintre parisien Joseph-Urbain Mélin. L'œuvre représente saint Jacques le Majeur donnant un baiser de paix au scribe Josias. Enfin, une œuvre d'Olivier Pichat de 1851, Saint Georges terrassant le dragon, fut commandée par l’État en 1850.
L'église abrite aussi Le supplice de Saint-Sébastien, tableau du peintre vésulien Gustave Courtois.

### Les sculptures
L'église est composée de plusieurs groupes sculptés, type de sculptures rassemblant sur un même support plusieurs personnages. Le plus monumental est le groupe de L'Assomption de la Vierge, autrefois situé dans l'église Notre-Dame de Battant (moniales cisterciennes installées rue des Granges à Besançon). En 1903, Harold Fachard, maire de Vesoul, en est le propriétaire : il en fait don à l'église Saint-Georges. Le curé, la fabrique et l'architecte Louis Parent décident de l'installer sur la tribune nord du transept, accroché à une armature métallique. Les verrières qui l'entourent sont modifiées lors de la rénovation de 2007-2008. Il s'agit de la plus imposante sculpture de l'église (6 mètres de largeur pour 8 mètres de hauteur).
Le groupe sculpté la Foi a été offert par le baron Bouvier. Fabriqué en marbre au XIXe siècle, il est classé depuis le 30 septembre 1011 au sein de la base Palissy. Les groupes sculptés Sainte Anne et la Vierge (XVIe siècle), construite en bois et Vierge de Pitié (4ème quart du XVe siècle), fabriquée en marbre sont les plus anciens de l'édifice.
Une Mise au tombeau se trouve également au sein de l'église. Réalisée vers 1550 aux frais de Jean Sardon, l’œuvre est composée de six personnages, en plus du Christ.
On trouve également dans l'église deux bas-reliefs en bois du XVIIIe siècle (Vierge à l'Enfant et Saint Georges terrassant le dragon) ainsi que quatre bas-reliefs en bois du XVIIIe siècle intitulés Les Quatre docteurs de l'église latine
Deux statues en pierre du XVe siècle de Saint-Pierre et Saint-Paul se trouvent dans la chapelle du Sépulcre. De même, une étonnante sculpture en bois et en bronze (Aigle-lutrin) se trouve dans le chœur, derrière le maître-autel.

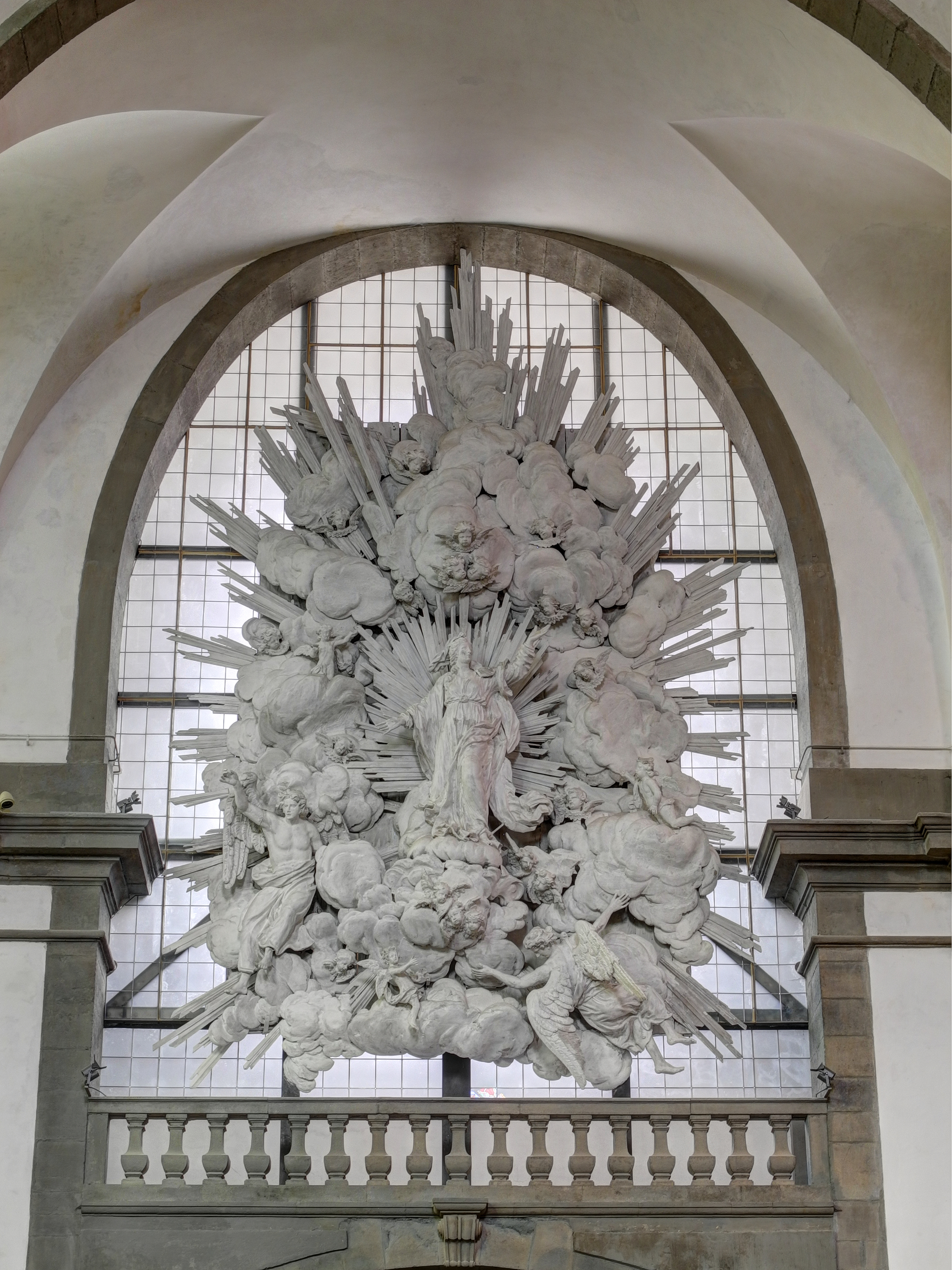
L'Assomption de la Vierge
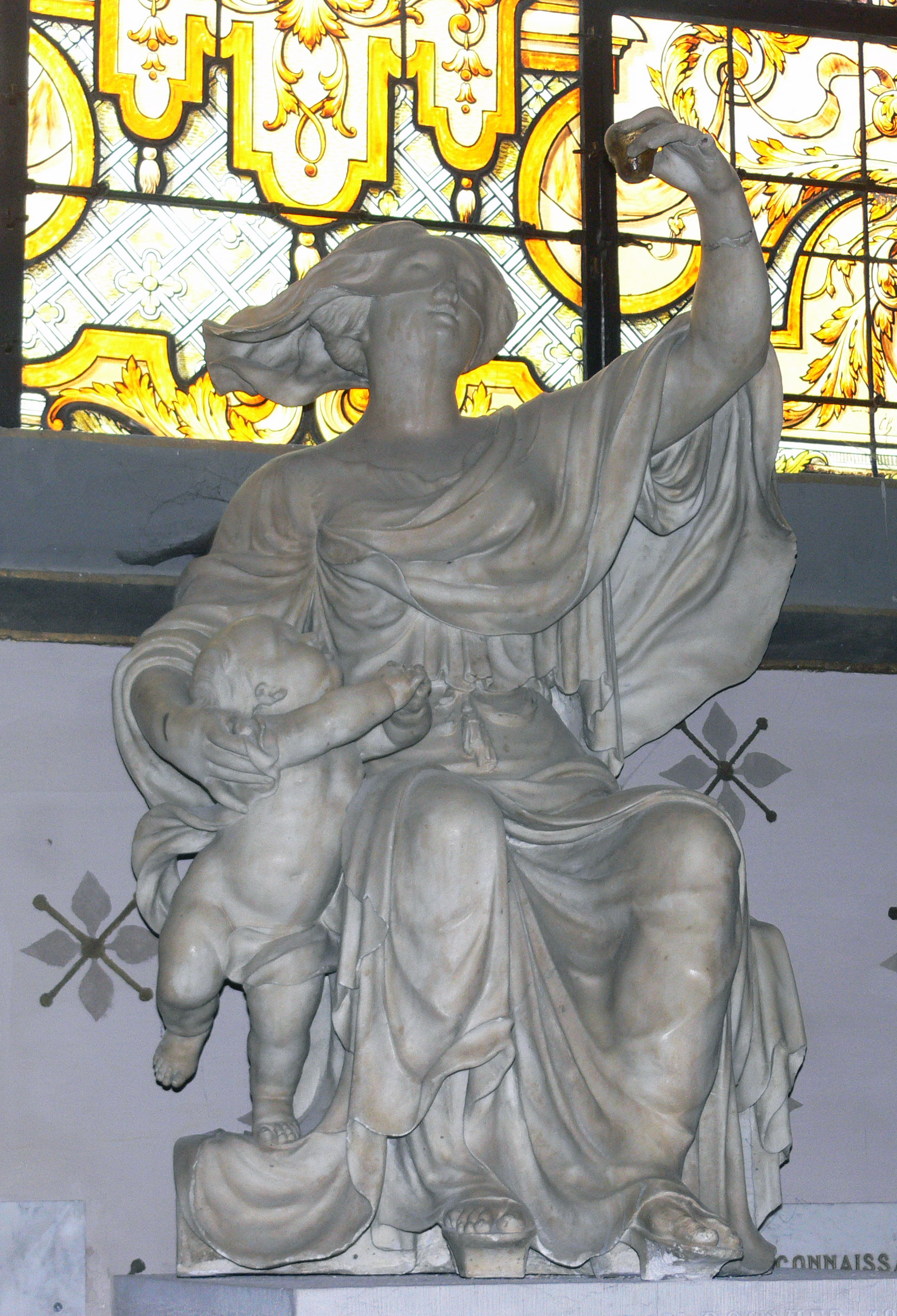
La Foi
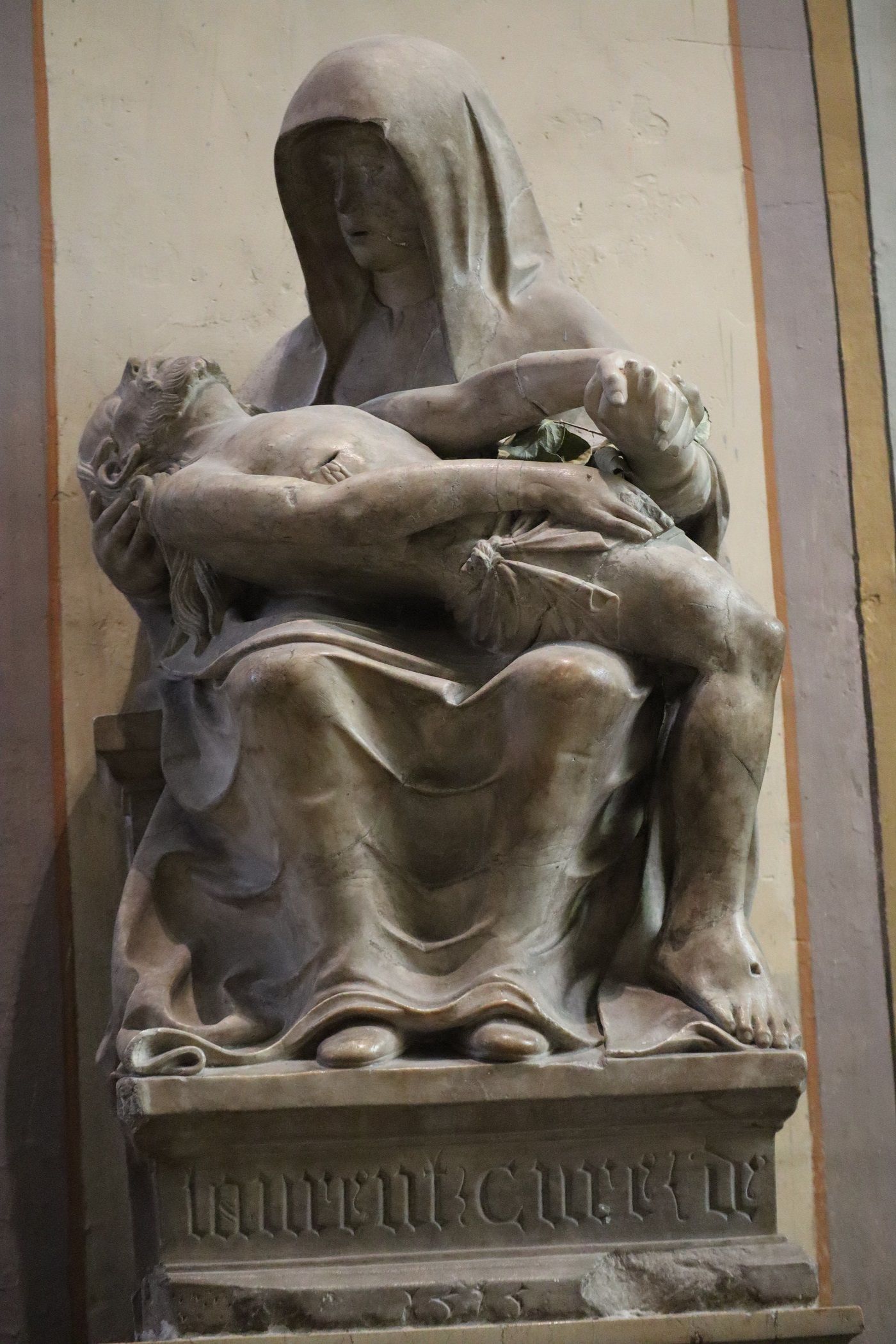
Vierge de Pitié
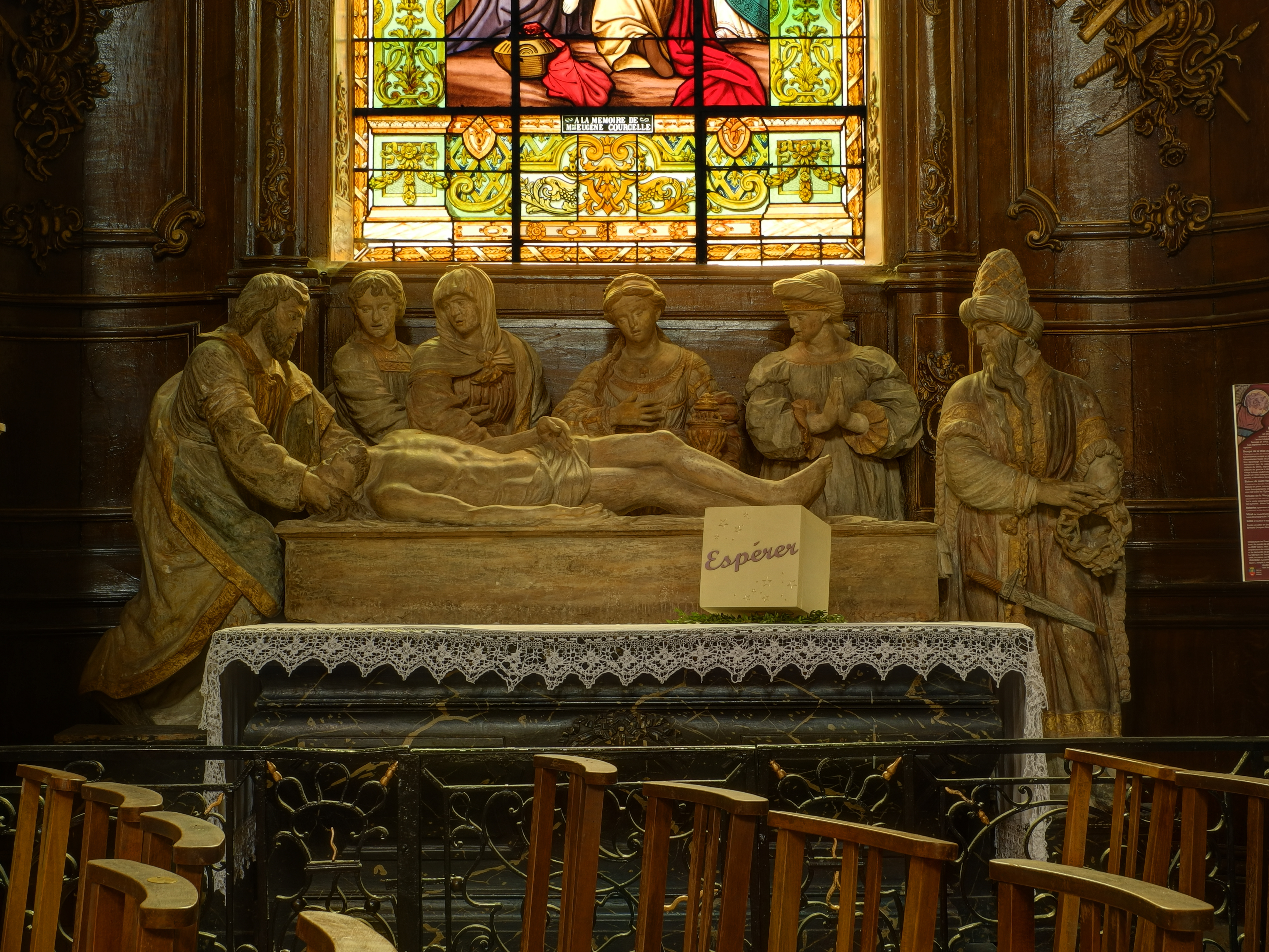
Mise au tombeau

### L'orgue

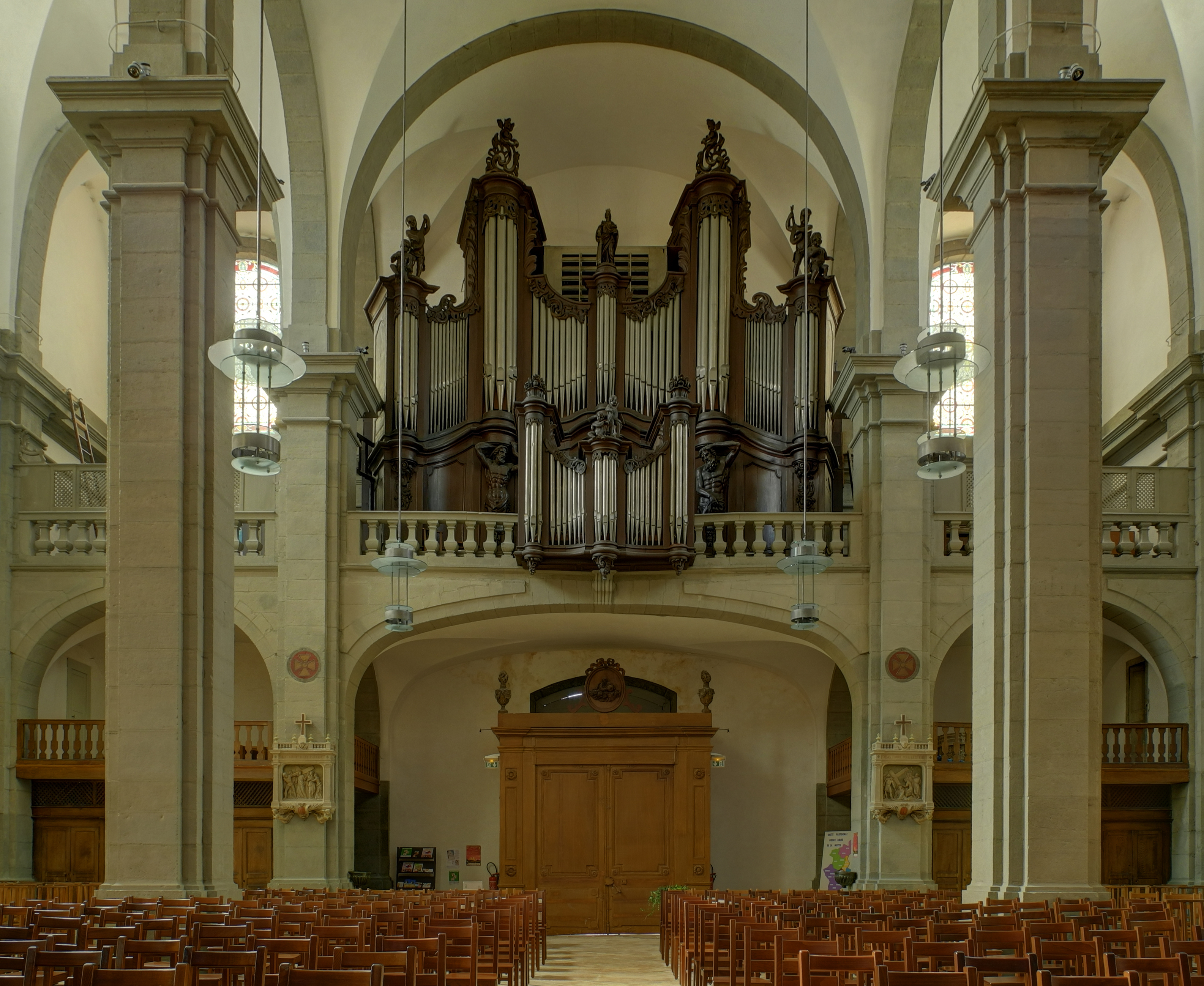
Orgue de l'église

Classé Monuments Historique depuis le 15 septembre 1965, l'orgue fut commandé par la ville en 1772
commanda l'orgue en 1772, durant la construction de l'église, à Joseph Rabiny, membre de la famille Rabiny. L'orgue est terminé en 1776. En 1808, François Callinet réunit les deux corps du buffet. Vers 1918, un ventilateur électrique est ajouté à l'orgue. En 1921, la maison Bossier de Dijon transforme quelques jeux et procède à un relevage de la structure. L'orgue est par ailleurs restructuré en 1976 par Alfred Kern,. Jacques-Louis Battmann, compositeur et liturgiste, y a été organiste à partir de 1855.

### Les cloches
L'église abrite six cloches, cependant seulement quatre sont actives. Deux cloches sont inscrites Monuments Historiques au sein de la base Palissy,.
Le clocher (en terrasse) est installé sur le côté sud pour éviter de réduire la longueur de l'église.

### Les mobiliers liturgiques
- Chaire a prêcher

## Liste des curés de l'église
Liste des curés :
- 1735-1791 : Le chapitre est curé
- 1791-1816 : Jean-Baptiste Flavigny[43]
- 1816-1842 : Jean-Denis Bidaux
- 1842-1857 : Jean-Claude Boilloz
- 1857-1869 : Prosper-Fulgence Verdot
- 1869-1891 : Philippe Baudry
- 1892-1910 : Jean Quirot[44]
- 1910-1937 : Louis Saunier
- 1937-1939 : Félix Pinondel
- 1939-1948 : Henri Viellet
- 1948-1965 : René Chabod
- 1965-1983 : Georges Simonnin
- 1983- : Norbert Petot
- -2008 : François Boiteux
- 2008-2011 : Gabriel Pobelle
- 2011-2020 : Florent Belin
- 2020 : Franck Ruffiot
- 2023 : Franck Ruffiot & Jean-Marie Larue

## Galerie

Vues extérieures de l'église
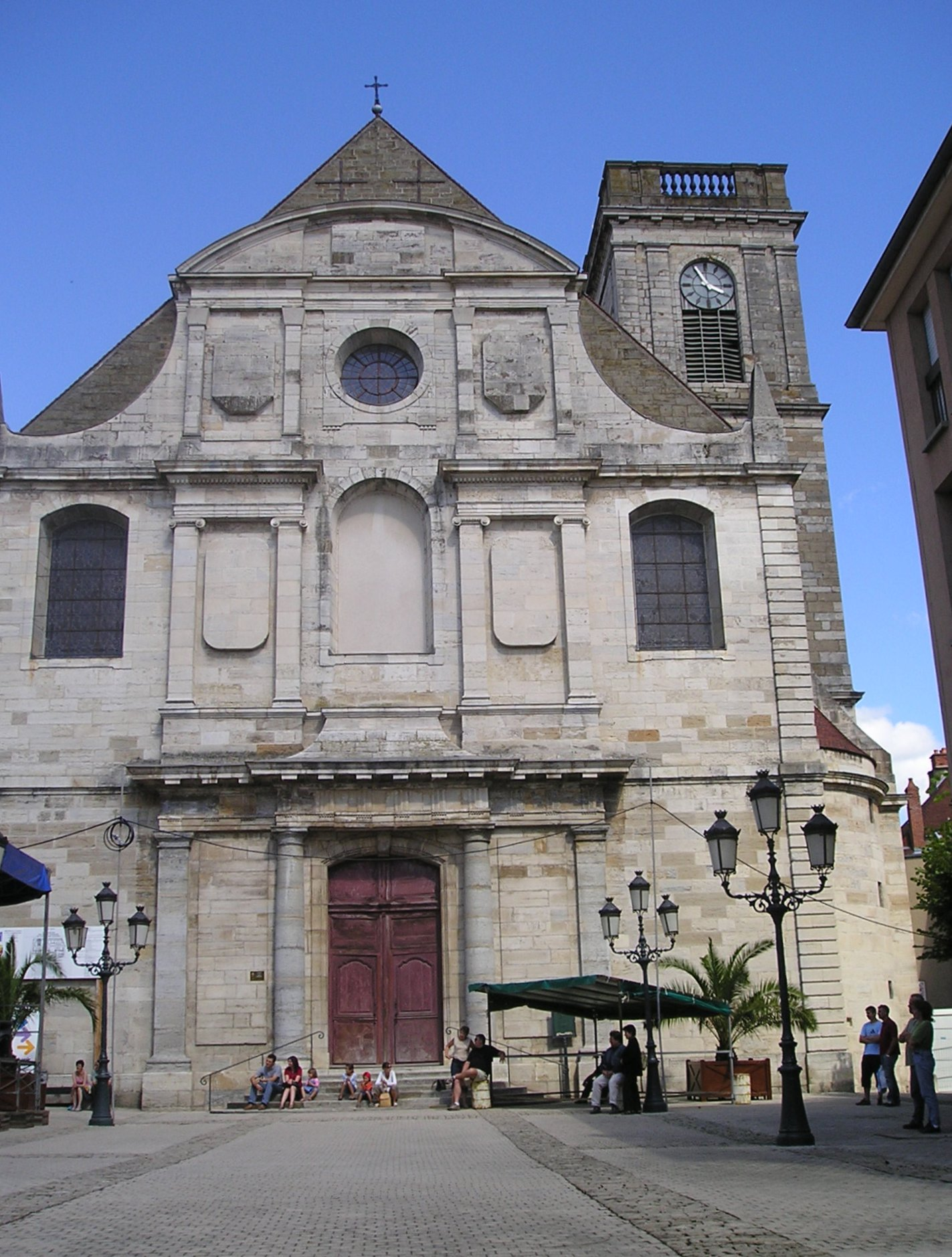
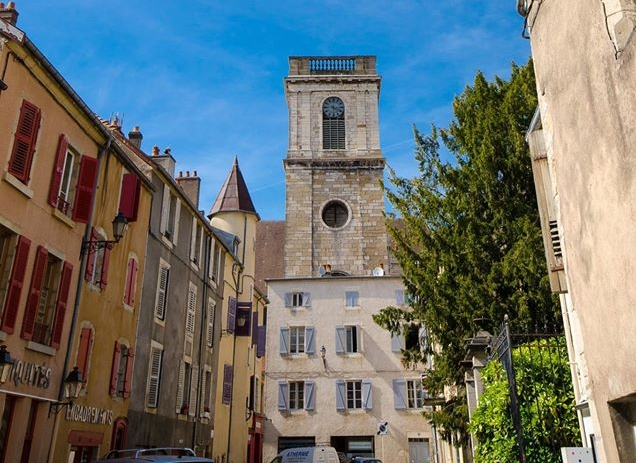
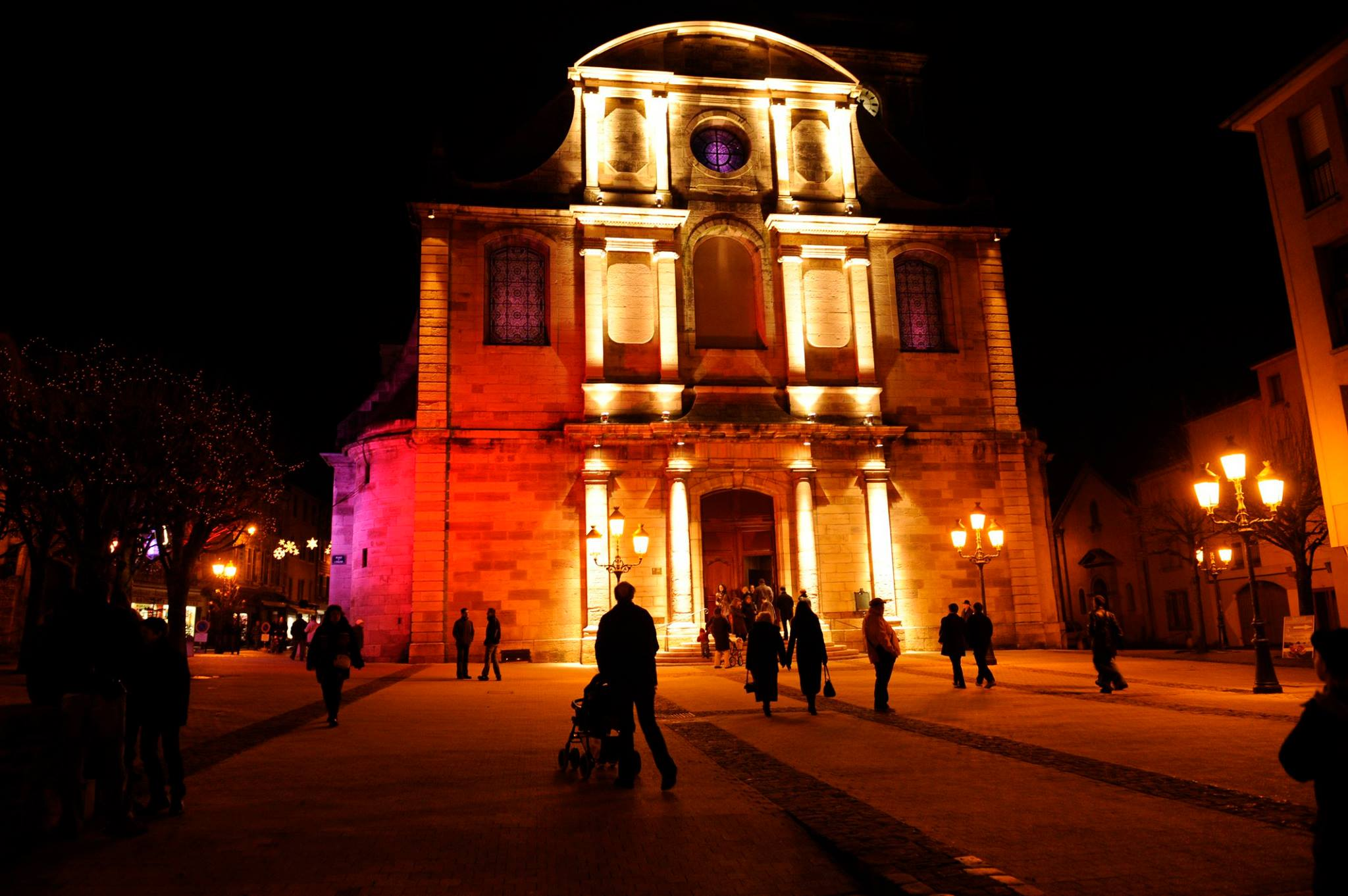
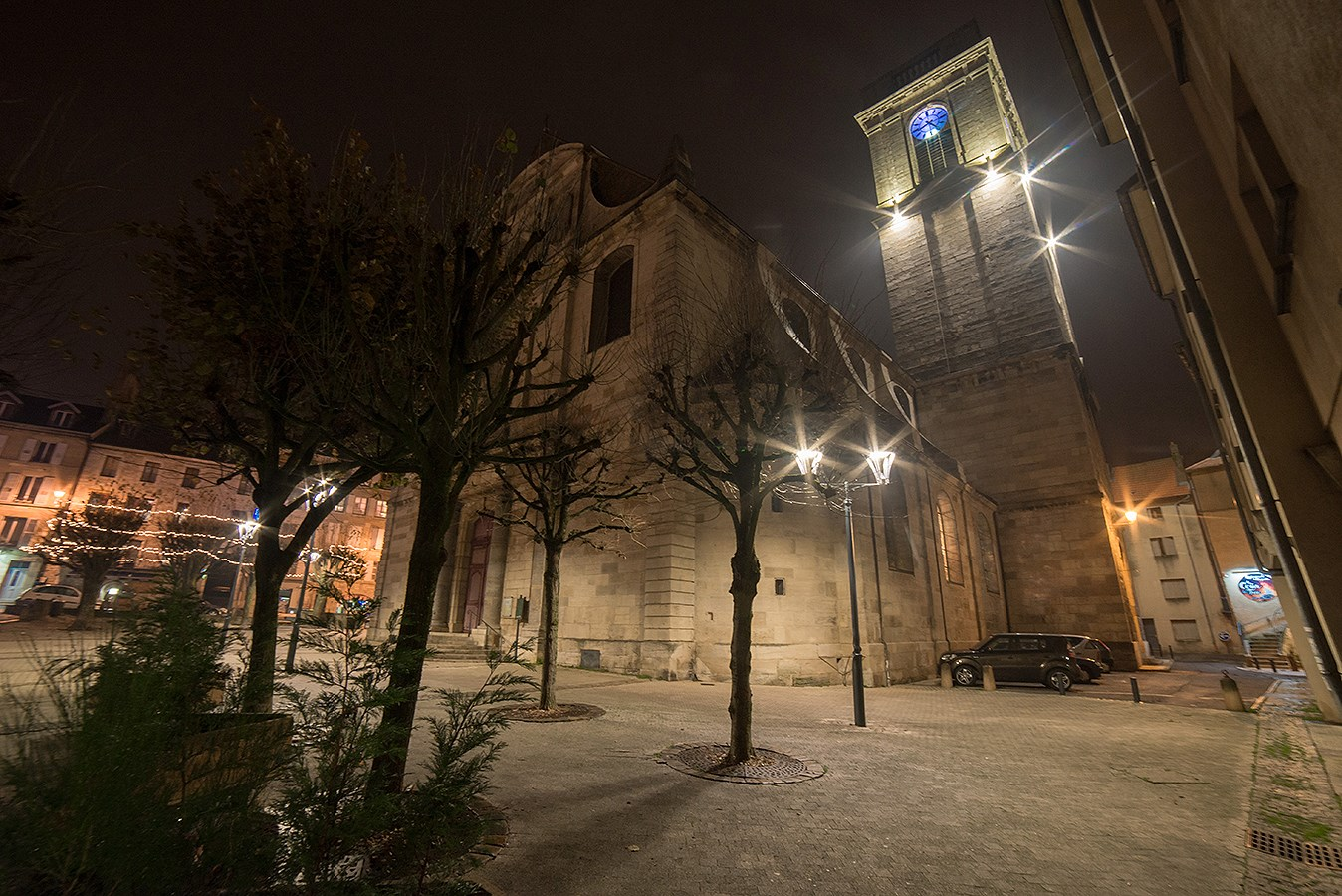

Vues intérieures de l'église
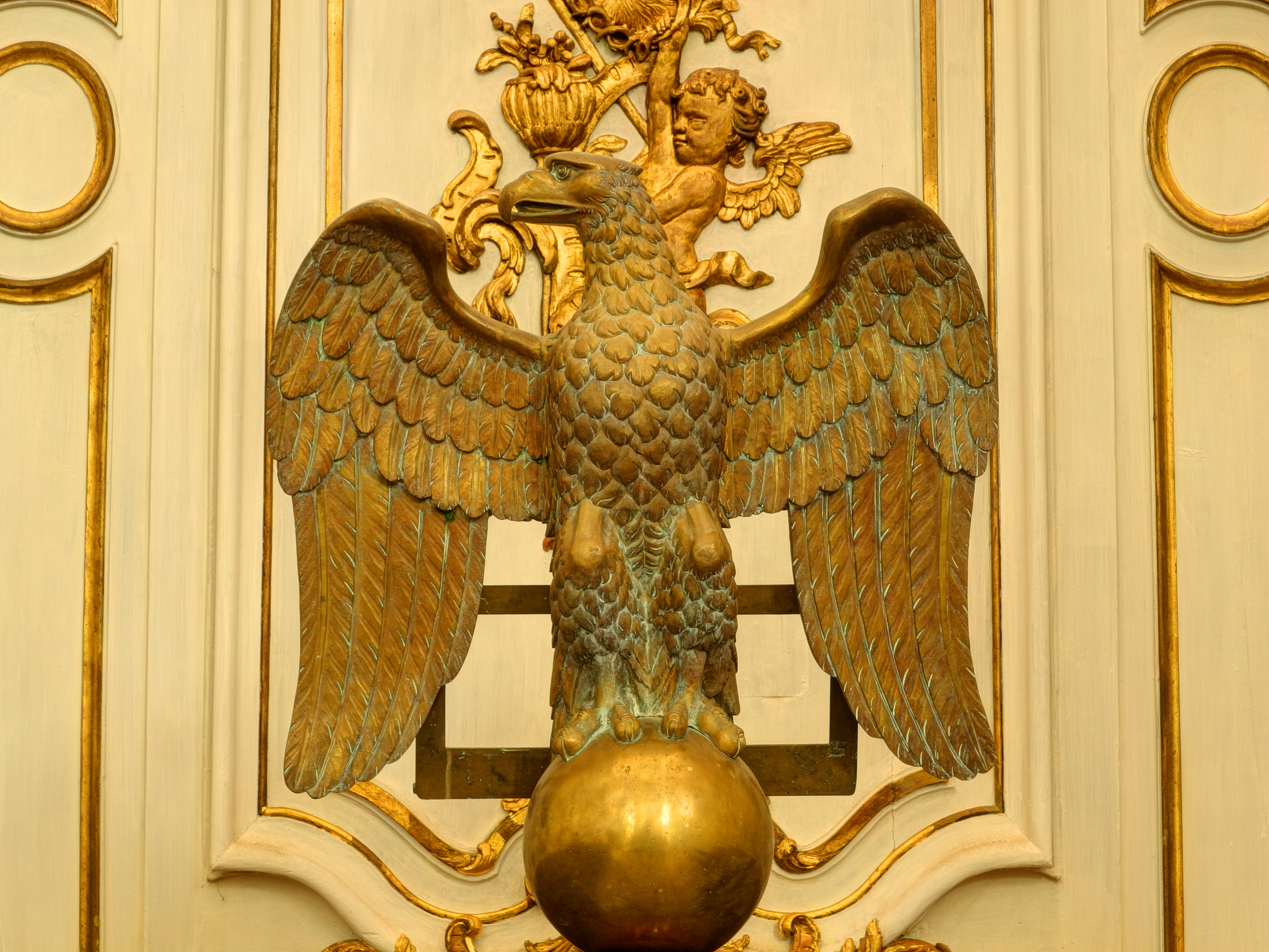
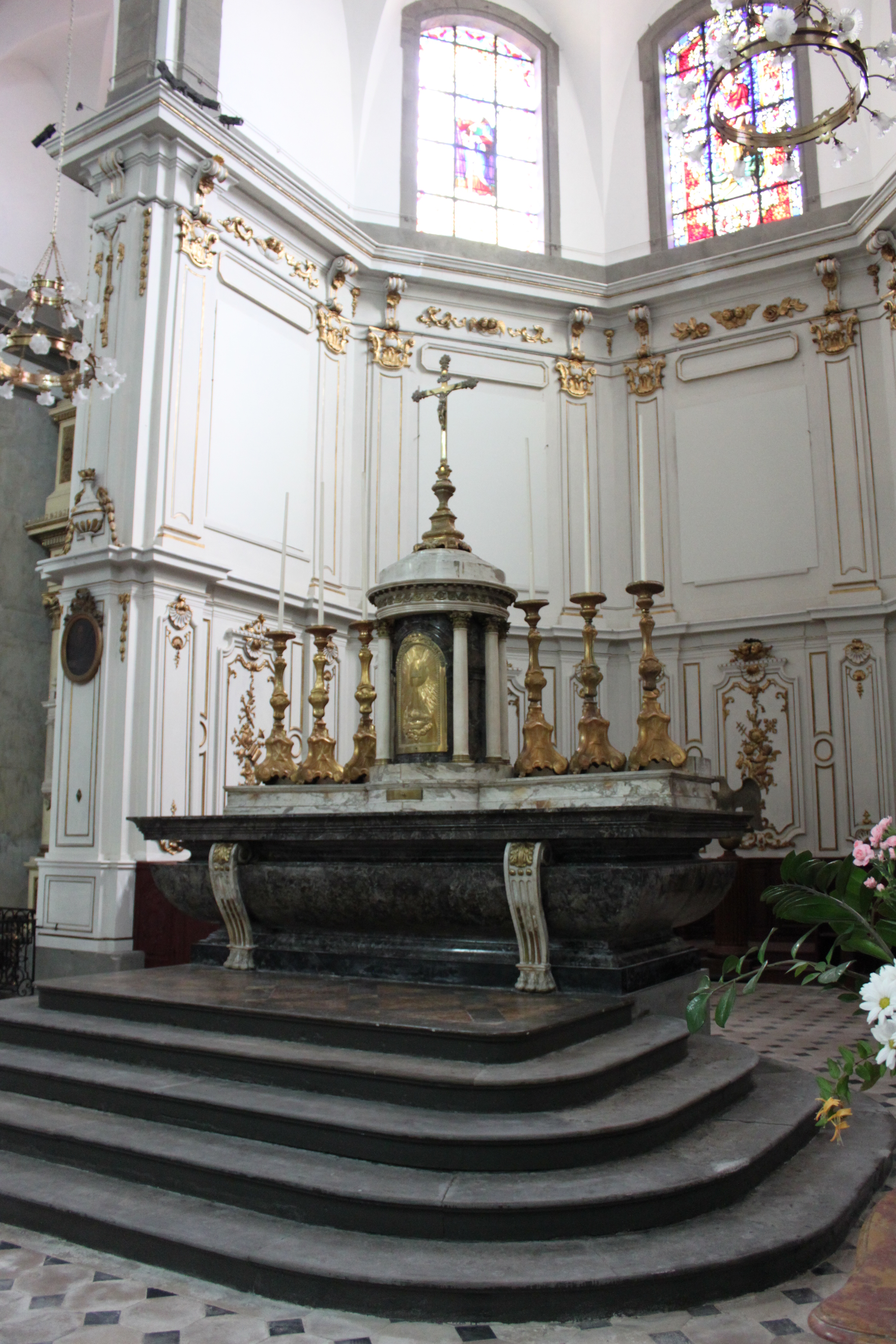
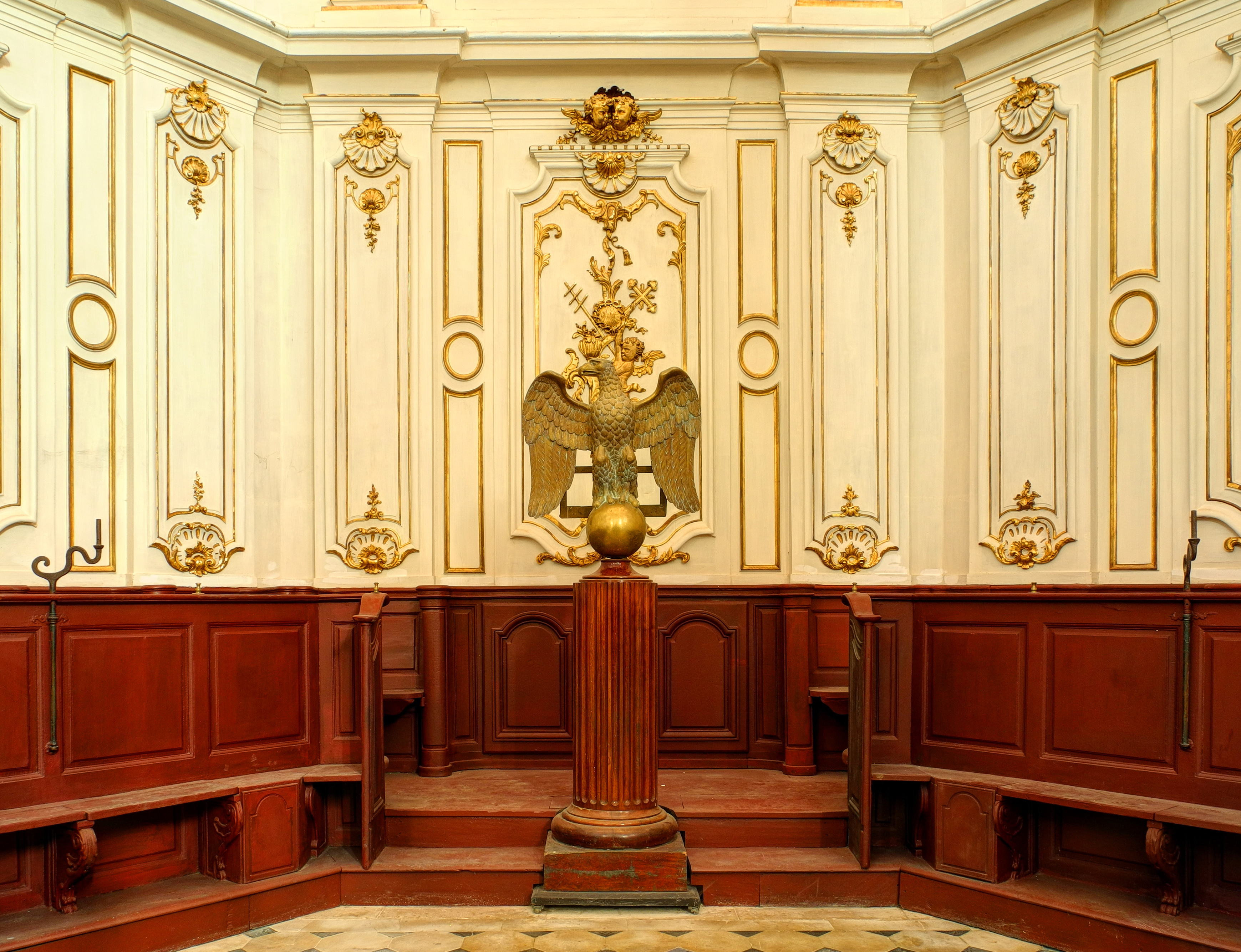
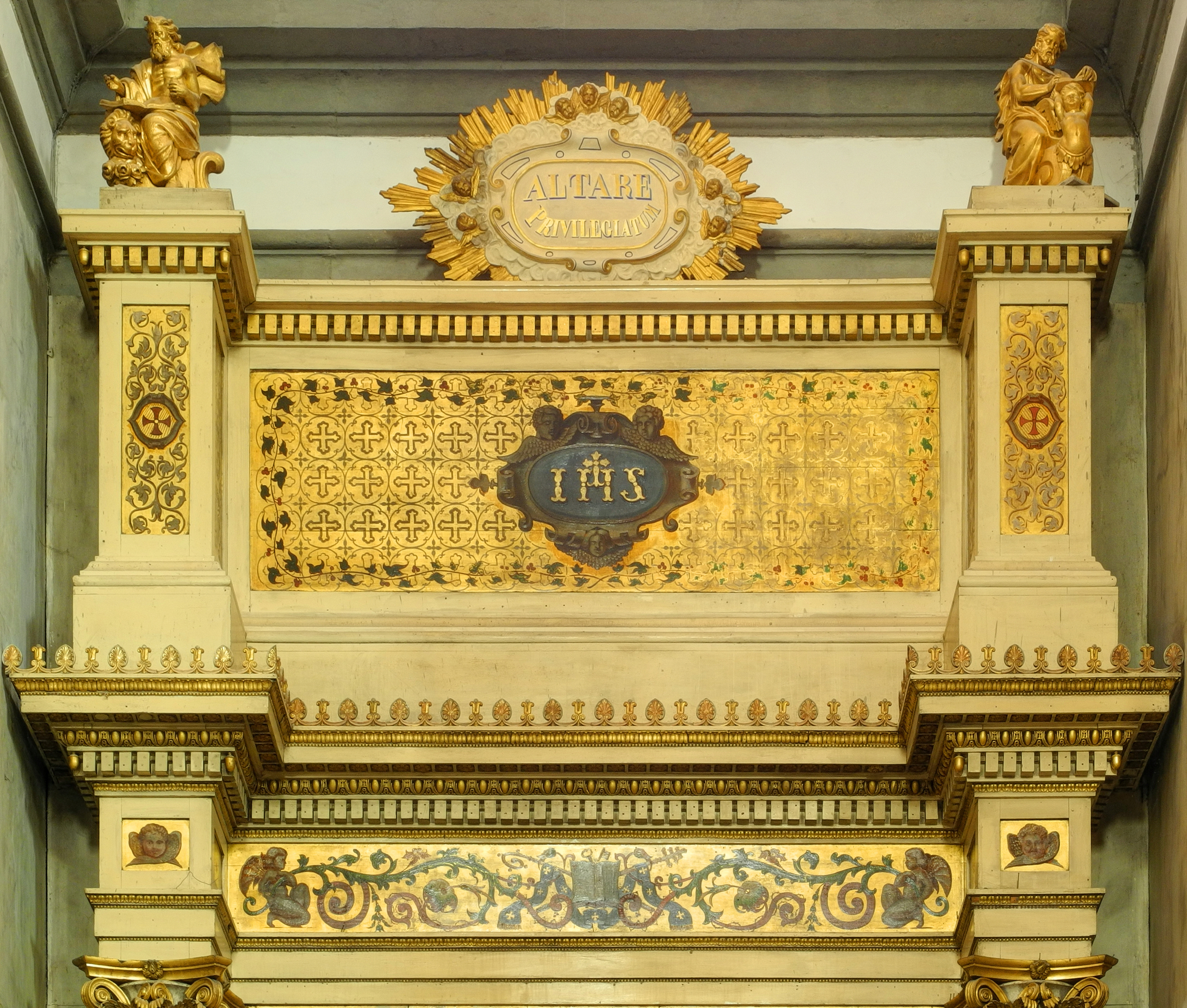